# Ksar Timidart
Ksar Timidart (en arabe : قصر تمدارت) est un village fortifié dans la province de Zagora, région de Draa-Tafilalet au sud-est du Maroc .